# Gudrun Ensslin

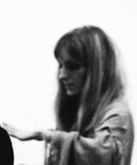
Gudrun Ensslin, 1967

Gudrun Ensslin (* 15. August 1940 in Bartholomä; † 18. Oktober 1977 in Stuttgart-Stammheim) war eine deutsche linksextremistische Terroristin.
Als Mitbegründerin und führendes Mitglied der Rote Armee Fraktion war sie an fünf Bombenanschlägen mit vier Todesopfern beteiligt. Anfang Juni 1972 wurde sie verhaftet und wegen vierfachen Mordes im April 1977 zu lebenslanger Freiheitsstrafe verurteilt. Am 18. Oktober 1977 starb sie in der Todesnacht von Stammheim durch Suizid.

## Leben

### Herkunft, Familie und Schulzeit
Gudrun Ensslin war das vierte von sieben Kindern des evangelischen Pfarrers Helmut Ensslin und seiner Frau Ilse. Sie wurde in Bartholomä im heutigen Ostalbkreis geboren und wohnte dort im Pfarrhaus, bis sie als Kind mit ihrer Familie nach Tuttlingen im Süden Baden-Württembergs und als Jugendliche nach Stuttgart-Bad Cannstatt umzog. Ihre Erziehung war gekennzeichnet von einer kritischen Distanz zu den politischen, sozialen und internationalen Realitäten jener Zeit: gegen die Wiederbewaffnung Deutschlands, aufgeschlossen für soziale Probleme in der Dritten Welt, gegen die Übel des Kalten Kriegs, gegen die Schrecken der Atombombe, gegen die Aufspaltung der Welt in zwei Militärblöcke, gegen die materialistische Gier der bürgerlichen Gesellschaft. Während ihrer Schulzeit verbrachte sie 1958 ein Jahr als Austauschschülerin in einer Methodistengemeinde in Warren/Pennsylvania. Nach dem Abitur 1960 am Königin-Katharina-Stift in Stuttgart studierte sie von 1960 bis 1963 an der Universität Tübingen Anglistik, Germanistik und Pädagogik; anschließend wechselte sie an die Pädagogische Hochschule Schwäbisch Gmünd, wo sie 1964 ihr Staatsexamen zur Volksschullehrerin machte. Danach studierte Ensslin in Berlin mit einem Stipendium der Studienstiftung des deutschen Volkes an der Freien Universität Germanistik. Zu einer geplanten Direktpromotion über Hans Henny Jahnn kam es nicht mehr.

### Erste berufliche und politische Tätigkeit
Ensslin gründete 1963 in Tübingen zusammen mit ihrem Kommilitonen und Freund Bernward Vesper einen Kleinverlag, das studio neue literatur. Es erschienen eine Anthologie deutscher Gedichte, Gegen den Tod. Stimmen deutscher Schriftsteller gegen die Atombombe, und ein Gedichtband mit Gedichten des Franco-Anhängers Gerardo Diego. Von der nach dem Tod von Bernward Vespers Vater 1962 geplanten Will-Vesper-Gesamtausgabe erschien letztlich nur ein Band. In einer Rezension für die Zeitung Das deutsche Wort erklärte Gudrun Ensslin im September 1963 diese Edition zur „Aufgabe für das nationale Deutschland“. Im Zuge dessen bezeichnete sie den für seine dem Nationalsozialismus nahen Werke und Hitler-Oden berüchtigten Will Vesper unter anderem als „liebenswertesten, unterhaltendsten und geistreichsten Dichter, den Deutschland in diesem Jahrhundert besessen hat“.
Nach ihrem Wechsel nach West-Berlin waren Ensslin und Vesper während des Bundestagswahlkampfs 1965 im SPD-nahen „Wahlkontor deutsche Schriftsteller“ aktiv für die Wahl Willy Brandts. Sie spielte 1967 im experimentellen Kurzfilm Das Abonnement des Regisseurs Ali Limonadi ein Fotomodell, das anders als ihr Fotograf auf die täglich eingeworfene Zeitung Die Welt aus dem Axel-Springer-Verlag unbeeindruckt reagiert. Diese medienkritische Rolle spielte Ensslin in ihrem einzigen Filmauftritt laut Ingeborg Gleichauf wandlungsfähig und überzeugend – und zeigte ihr Talent für Inszenierungen.
Am 13. Mai 1967 gebar sie ihren Sohn Felix Ensslin, dessen Patenonkel Rudi Dutschke wurde. Im Sommer 1967 lernte Gudrun Ensslin Andreas Baader kennen, im Februar 1968 trennte sie sich von Bernward Vesper, der gemeinsame Sohn kam nach Gudrun Ensslins Verhaftung Anfang April 1968 zum Vater. Auf Gudrun Ensslins Initiative wurden die Rechte des Vaters im September 1969 eingeschränkt, und Felix Ensslin kam zu Pflegeeltern. Bernward Vesper nahm sich im Mai 1971 das Leben.

### 68er-Bewegung und Außerparlamentarische Opposition
Involviert in die Studentenunruhen der ausgehenden 1960er, engagierte sich Ensslin seit dem Tod Benno Ohnesorgs am 2. Juni 1967 in der Außerparlamentarischen Opposition. Nach politisch motivierten Kaufhaus-Brandstiftungen am 2. April 1968 in Frankfurt am Main wurde Ensslin verhaftet und ebenso wie Andreas Baader, Thorwald Proll und Horst Söhnlein zu drei Jahren Zuchthaus verurteilt. Nach der vorläufigen Verurteilung kamen die Beschuldigten wegen des Einlegens der Revision zunächst auf freien Fuß. Nachdem der Bundesgerichtshof die Revision der Angeklagten verworfen hatte und das Urteil aus dem Kaufhausbrandprozess damit rechtskräftig geworden war, tauchte Ensslin im September 1969 unter und flüchtete mit Baader und Astrid Proll nach Italien. Im Januar 1970 kehrte sie mit Andreas Baader nach Berlin zurück, wo Baader am 4. April 1970 festgenommen wurde.
Ensslin und Ulrike Meinhof planten die Befreiung Baaders, die am 14. Mai 1970 bei einem fingierten Recherchetermin gelang. An der Aktion beteiligt waren Meinhof, Ingrid Schubert, Irene Goergens sowie ein bisher nicht identifizierter Mann.

### RAF-Zeit, Festnahme und Tod
Nach der Befreiung Baaders folgten zahlreiche Banküberfälle, um das Leben im Untergrund und weitere Aktionen finanzieren zu können. Zeitweise ließ die Gruppe sich in einem palästinensischen Camp in Jordanien militärisch ausbilden. Nach der Rückkehr in die Bundesrepublik Deutschland verübten sie weitere Banküberfälle und fünf Sprengstoffanschläge. Gudrun Ensslin war an der Mai-Offensive der RAF beteiligt, bei der insgesamt vier Menschen ums Leben kamen.
Am 7. Juni 1972 wurde sie in einer Hamburger Modeboutique verhaftet. Die Geschäftsführerin hatte in ihrer abgelegten Jacke eine Waffe ertastet und die Polizei gerufen. Ensslin kam in den eigens errichteten Hochsicherheitstrakt der Justizvollzugsanstalt Stuttgart-Stammheim. In der dort neugebauten Mehrzweckhalle fanden die Gerichtsverfahren gegen sie und andere Mitglieder der RAF statt. Tonbandaufzeichnungen davon, entstanden zwischen August 1975 und Februar 1977, wurden teilweise veröffentlicht und befinden sich heute im Landesarchiv Baden-Württemberg. Darunter befindet sich eine Erklärung Ensslins zu Anschlägen der RAF. Im Stammheimer Prozess wurde Ensslin im April 1977 vom OLG Stuttgart zu einer lebenslangen Freiheitsstrafe verurteilt. Das Urteil war wegen anhängiger Revision nicht rechtskräftig.
Ensslin starb ebenso wie Andreas Baader und Jan-Carl Raspe am 18. Oktober 1977 durch eigene Hand, sie erhängte sich mit Hilfe eines Lautsprecherkabels. Irmgard Möller, die einzige Überlebende der „Todesnacht von Stammheim“, und die Anwälte der Gefangenen behaupteten, es habe sich nicht um kollektiven Suizid gehandelt, sondern um staatlich angeordnete Morde. Nach Ansicht der Stuttgarter Staatsanwaltschaft sind diese Vorwürfe als Verschwörungstheorie widerlegt. Auch mehrere ehemalige Terroristen der RAF haben bestätigt, dass der Suizid für den Fall des Scheiterns der Befreiung gegenüber anderen Mitgliedern angekündigt war und gruppenintern als Suicide Action bezeichnet wurde.

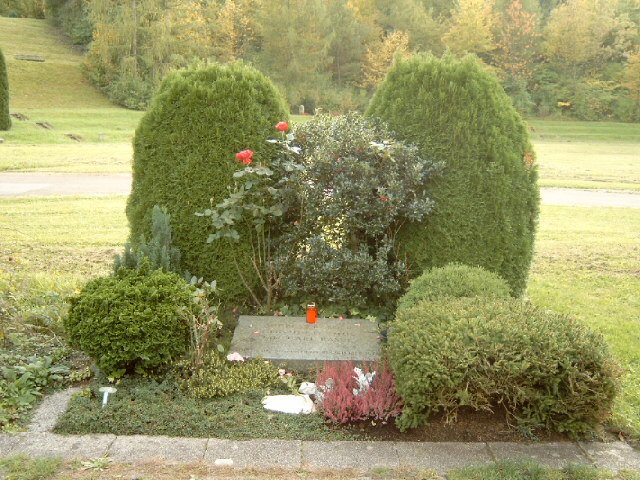
Grabstätte von Baader, Raspe und Ensslin

Der damalige Oberbürgermeister Manfred Rommel ließ Baader, Ensslin und Raspe trotz Protesten in einem gemeinsamen Grab auf dem Dornhaldenfriedhof in Stuttgart bestatten. Die Trauerfeier am 27. Oktober 1977 wurde von Bruno Streibel, damals Pfarrer der evangelischen Rosenbergkirche in Stuttgart-West, geleitet. Die Holzsärge der drei Toten wurden erst kurz vor dem Begräbnis auf den Friedhof gebracht, wobei niemandem mitgeteilt wurde, in welchem Sarg welche Leiche lag.
Christiane Ensslin (1939–2019), eine ältere Schwester Gudruns, bemühte sich um Kontakte zu Angehörigen von Opfern der RAF (Ehefrau und Brüder des Gerold von Braunmühl) und gab 2005 – gemeinsam mit dem jüngeren Bruder Gottfried (1946–2013) – ein Buch mit Briefen ihrer Schwester Gudrun aus den Jahren 1972 und 1973 heraus.

## Rezeption
Der deutsche Komponist Helmut Lachenmann vertonte in seiner Oper Das Mädchen mit den Schwefelhölzern (1990–1996) auch einen Text Gudrun Ensslins. Die Oper wurde 1997 in Hamburg, 2000 in Tokio und 2002 auf den Salzburger Festspielen aufgeführt.
Die österreichische Schriftstellerin und Literatur-Nobelpreisträgerin Elfriede Jelinek verwendete Tagebuchaufzeichnungen Ensslins in ihrem Montage-Text Wolken.Heim.
Die deutsche Schriftstellerin Christine Brückner ließ Ensslin in ihrem Buch Wenn du geredet hättest, Desdemona. Ungehaltene Reden ungehaltener Frauen in einem fiktiven Monolog zu Wort kommen (Kein Denkmal für Gudrun Ensslin. Rede gegen die Wände von Stammheim).
Der Roman Erzählung zur Sache der deutschen Schriftstellerin Stephanie Bart ist aus der Perspektive von Gudrun Ensslin geschrieben und setzt sich unter anderem mit den Protesten der Außerparlamentarischen Opposition, der Gründung der RAF und der Inhaftierung Gudrun Ensslins bis zu ihrem Tod im Stammheimer Gefängnis am 18. Oktober 1977 auseinander. Der politische Roman wurde 2023 für den Bayerischen Buchpreis nominiert.
In den folgenden Spielfilmen sind in der Rolle Ensslins zu sehen:
| Jahr | Film                         | Regie                 | Ensslin-Darstellerin           | Anmerkungen                                                                                         |
| ---- | ---------------------------- | --------------------- | ------------------------------ | --------------------------------------------------------------------------------------------------- |
| 1981 | Die bleierne Zeit            | Margarethe von Trotta | Barbara Sukowa (als Marianne)  | an die Biografie der Ensslin-Geschwister angelehnt; Goldener Löwe der Filmfestspiele von Venedig    |
| 1986 | Stammheim                    | Reinhard Hauff        | Sabine Wegner                  | Goldener Bär der Filmfestspiele von Berlin                                                          |
| 1986 | Die Reise                    | Markus Imhoof         | Corinna Kirchhoff (als Dagmar) | nach dem gleichnamigen Romanfragment von Ensslins Lebensgefährten Bernward Vesper                   |
| 1997 | Todesspiel                   | Heinrich Breloer      | Anya Hoffmann                  | |
| 2002 | Baader                       | Christopher Roth      | Laura Tonke                    | in Anlehnung an die Biografie von Andreas Baader                                                    |
| 2008 | Der Baader Meinhof Komplex   | Uli Edel              | Johanna Wokalek                | Oscar-nominierte Verfilmung, die weitgehend auf dem gleichnamigen Sachbuch von Stefan Aust basiert. |
| 2011 | Wer wenn nicht wir           | Andres Veiel          | Lena Lauzemis                  | stützt sich auf Gerd Koenens Biografie Vesper, Ensslin, Baader                                      |
| 2025 | Stammheim – Zeit des Terrors | Niki Stein            | Lilith Stangenberg             | |

## Veröffentlichungen
- als Hrsg.: Gegen den Tod: Stimmen deutscher Schriftsteller gegen die Atombombe. Studio Neue Literatur, Stuttgart 1964, DNB 455081069.
- „Zieht den Trennungsstrich, jede Minute“. Briefe an ihre Schwester Christiane und ihren Bruder Gottfried aus dem Gefängnis 1972–1973. Herausgegeben von Christiane Ensslin und Gottfried Ensslin. Konkret Literatur, Hamburg 2005, ISBN 3-89458-239-1.
- Caroline Harmsen, Ulrike Seyer, Johannes Ullmaier (Hrsg.): Gudrun Ensslin/Bernward Vesper. „Notstandsgesetze von Deiner Hand“. Briefe 1968/1969. Mit einer Nachbemerkung von Felix Ensslin. Suhrkamp, Frankfurt 2009, ISBN 978-3-518-12586-1.